# الصوافي (حزم العدين)

تعديل مصدري - تعديل

الصوافي هي إحدى قرى عزلة حقين بمديرية حزم العدين التابعة لمحافظة إب، بلغ تعداد سكانها 1800 نسمة حسب تعداد اليمن لعام 2004.